# كانديلا
كانديلا (بالإيطالية: Candela)‏ هي بلدية في مقاطعة فودجا في إقليم بوليا الإيطالي.

## السكان
في سنة 1861 بلغ عدد السكان 6٬257 نسمة، وتطور العدد ليصل في سنة 2011 لـ 2٬693 نسمة.
يظهر هذا المخطط البياني تطور النمو السكاني لـ كانديلا

## توأمة
لكانديلا اتفاقيات توأمة مع:
- بيسكاسيرولي